# Chūō (Chiba)
Chūō-ku (中央区, Chūō-ku) és un barri i el centre administratiu de la ciutat japonesa de Chiba a la prefectura del mateix nom. El Chiba Folk Museum, que ocupa el lloc d'un antic castell, i el museu d'art de la ciutat de Chiba estan dins el barri de Chūō-ku.